# Eleições presidenciais portuguesas de 2006 no distrito de Lisboa
| Eleições presidenciais portuguesas de 2006 Distritos: Aveiro \| Beja \| Braga \| Bragança \| Castelo Branco \| Coimbra \| Évora \| Faro \| Guarda \| Leiria \| Lisboa \| Portalegre \| Porto \| Santarém \| Setúbal \| Viana do Castelo \| Vila Real \| Viseu \| Açores \| Madeira \| Estrangeiro |

## Resultados por Concelho
Os resultados nos concelhos do Distrito de Lisboa foram os seguintes:

### Alenquer
| Candidato               | Candidato               | Votos  | %               |
| ----------------------- | ----------------------- | ------ | --------------- |
|                         | Aníbal Cavaco Silva     | 7 322  | 36,74 / 100,00  |
|                         | Manuel Alegre           | 5 231  | 26,25 / 100,00  |
|                         | Mário Soares            | 3 256  | 16,34 / 100,00  |
|                         | Jerónimo de Sousa       | 2 885  | 14,48 / 100,00  |
|                         | Francisco Louçã         | 1 135  | 5,70 / 100,00   |
|                         | Garcia Pereira          | 100    | 0,50 / 100,00   |
| Votos Inválidos         | Votos Inválidos         | 359    | 1,76 / 100,00   |
| Total                   | Total                   | 20 288 | 100,00 / 100,00 |
| Eleitorado/Participação | Eleitorado/Participação | 31 582 | 64,24 / 100,00  |

| Freguesia                 | %     | %     | %     | %     | %    | %    | Votantes |
| Freguesia                 | ACS   | MA    | MS    | JDS   | FL   | GP   | Votantes |
| ------------------------- | ----- | ----- | ----- | ----- | ---- | ---- | -------- |
| Abrigada                  | 28,80 | 28,07 | 12,38 | 24,71 | 5,49 | 0,56 | 1 817    |
| Aldeia Galega da Merceana | 36,24 | 19,31 | 20,25 | 19,42 | 4,67 | 0,10 | 977      |
| Aldeia Gavinha            | 36,89 | 21,80 | 19,51 | 15,41 | 5,41 | 0,98 | 622      |
| Alenquer (Santo Estêvão)  | 35,70 | 29,14 | 16,29 | 13,04 | 5,42 | 0,42 | 2 678    |
| Alenquer (Triana)         | 38,03 | 26,08 | 14,23 | 17,22 | 4,10 | 0,35 | 2 004    |
| Cabanas de Torres         | 33,60 | 30,88 | 18,24 | 9,92  | 7,20 | 0,16 | 641      |
| Cadafais                  | 34,42 | 29,11 | 16,79 | 12,92 | 6,16 | 0,60 | 844      |
| Carnota                   | 35,91 | 29,42 | 16,11 | 10,63 | 6,82 | 1,12 | 908      |
| Carregado                 | 38,32 | 27,15 | 12,16 | 14,06 | 7,70 | 0,61 | 4 011    |
| Meca                      | 28,60 | 26,42 | 20,31 | 18,86 | 5,18 | 0,62 | 978      |
| Olhalvo                   | 41,13 | 23,90 | 19,93 | 10,73 | 4,14 | 0,17 | 1 210    |
| Ota                       | 44,98 | 22,80 | 13,07 | 13,07 | 5,93 | 0,15 | 666      |
| Pereiro de Palhacana      | 25,63 | 28,44 | 21,88 | 17,19 | 6,25 | 0,63 | 326      |
| Ribafria                  | 39,63 | 23,58 | 18,06 | 12,04 | 5,85 | 0,84 | 606      |
| Ventosa                   | 43,46 | 21,17 | 22,88 | 7,95  | 4,16 | 0,37 | 1 378    |
| Vila Verde dos Francos    | 41,94 | 25,99 | 21,71 | 5,43  | 4,28 | 0,65 | 622      |
| Alenquer                  | 36,74 | 26,25 | 16,34 | 14,48 | 5,70 | 0,50 | 20 288   |

### Amadora
| Candidato               | Candidato               | Votos   | %               |
| ----------------------- | ----------------------- | ------- | --------------- |
|                         | Aníbal Cavaco Silva     | 34 611  | 39,67 / 100,00  |
|                         | Manuel Alegre           | 22 775  | 26,10 / 100,00  |
|                         | Mário Soares            | 12 964  | 14,86 / 100,00  |
|                         | Jerónimo de Sousa       | 11 086  | 12,70 / 100,00  |
|                         | Francisco Louçã         | 5 321   | 6,10 / 100,00   |
|                         | Garcia Pereira          | 501     | 0,57 / 100,00   |
| Votos Inválidos         | Votos Inválidos         | 1 963   | 2,20 / 100,00   |
| Total                   | Total                   | 89 221  | 100,00 / 100,00 |
| Eleitorado/Participação | Eleitorado/Participação | 140 868 | 63,34 / 100,00  |

| Freguesia  | %     | %     | %     | %     | %    | %    | Votantes |
| Freguesia  | ACS   | MA    | MS    | JDS   | FL   | GP   | Votantes |
| ---------- | ----- | ----- | ----- | ----- | ---- | ---- | -------- |
| Alfornelos | 41,99 | 28,72 | 13,70 | 8,45  | 6,49 | 0,65 | 5 470    |
| Alfragide  | 54,00 | 22,67 | 13,69 | 5,15  | 4,08 | 0,41 | 4 464    |
| Brandoa    | 32,68 | 26,72 | 15,75 | 18,60 | 5,74 | 0,51 | 8 194    |
| Buraca     | 38,26 | 24,84 | 14,95 | 14,16 | 7,16 | 0,63 | 7 189    |
| Damaia     | 37,72 | 27,47 | 15,90 | 12,25 | 6,14 | 0,53 | 11 621   |
| Falagueira | 32,79 | 25,92 | 16,70 | 18,21 | 5,76 | 0,62 | 7 934    |
| Mina       | 41,33 | 25,28 | 14,34 | 12,88 | 5,57 | 0,60 | 9 652    |
| Reboleira  | 43,60 | 24,88 | 14,25 | 10,03 | 6,74 | 0,50 | 8 395    |
| São Brás   | 40,94 | 27,58 | 12,04 | 11,69 | 7,12 | 0,63 | 9 334    |
| Venda Nova | 37,88 | 26,01 | 15,53 | 13,59 | 6,33 | 0,67 | 5 327    |
| Venteira   | 41,07 | 25,71 | 15,67 | 11,44 | 5,53 | 0,57 | 11 641   |
| Amadora    | 39,67 | 26,10 | 14,86 | 12,70 | 6,10 | 0,57 | 89 221   |

### Arruda dos Vinhos
| Candidato               | Candidato               | Votos | %               |
| ----------------------- | ----------------------- | ----- | --------------- |
|                         | Aníbal Cavaco Silva     | 2 388 | 43,54 / 100,00  |
|                         | Manuel Alegre           | 1 324 | 24,14 / 100,00  |
|                         | Mário Soares            | 848   | 15,46 / 100,00  |
|                         | Jerónimo de Sousa       | 581   | 10,59 / 100,00  |
|                         | Francisco Louçã         | 319   | 5,82 / 100,00   |
|                         | Garcia Pereira          | 25    | 0,46 / 100,00   |
| Votos Inválidos         | Votos Inválidos         | 119   | 2,12 / 100,00   |
| Total                   | Total                   | 5 604 | 100,00 / 100,00 |
| Eleitorado/Participação | Eleitorado/Participação | 8 765 | 63,94 / 100,00  |

| Freguesia           | %     | %     | %     | %     | %    | %    | Votantes |
| Freguesia           | ACS   | MA    | MS    | JDS   | FL   | GP   | Votantes |
| ------------------- | ----- | ----- | ----- | ----- | ---- | ---- | -------- |
| Arranhó             | 52,23 | 18,10 | 17,33 | 8,78  | 3,08 | 0,46 | 1 316    |
| Arruda dos Vinhos   | 42,02 | 25,20 | 14,59 | 10,77 | 6,95 | 0,47 | 3 269    |
| Cardosas            | 41,08 | 23,24 | 17,03 | 12,43 | 5,68 | 0,54 | 378      |
| Santiago dos Velhos | 34,67 | 31,78 | 17,82 | 9,63  | 5,78 | 0,32 | 641      |
| Arruda dos Vinhos   | 43,54 | 24,14 | 15,46 | 10,59 | 5,82 | 0,46 | 5 604    |

### Azambuja
| Candidato               | Candidato               | Votos  | %               |
| ----------------------- | ----------------------- | ------ | --------------- |
|                         | Aníbal Cavaco Silva     | 3 365  | 33,56 / 100,00  |
|                         | Manuel Alegre           | 2 975  | 29,67 / 100,00  |
|                         | Mário Soares            | 1 525  | 15,21 / 100,00  |
|                         | Jerónimo de Sousa       | 1 497  | 14,93 / 100,00  |
|                         | Francisco Louçã         | 617    | 6,15 / 100,00   |
|                         | Garcia Pereira          | 47     | 0,47 / 100,00   |
| Votos Inválidos         | Votos Inválidos         | 249    | 2,43 / 100,00   |
| Total                   | Total                   | 10 275 | 100,00 / 100,00 |
| Eleitorado/Participação | Eleitorado/Participação | 17 130 | 59,98 / 100,00  |

| Freguesia              | %     | %     | %     | %     | %    | %    | Votantes |
| Freguesia              | ACS   | MA    | MS    | JDS   | FL   | GP   | Votantes |
| ---------------------- | ----- | ----- | ----- | ----- | ---- | ---- | -------- |
| Alcoentre              | 41,04 | 28,77 | 13,14 | 10,58 | 5,66 | 0,81 | 1 531    |
| Aveiras de Baixo       | 35,14 | 28,46 | 18,14 | 12,59 | 5,42 | 0,25 | 816      |
| Aveiras de Cima        | 27,21 | 32,25 | 16,66 | 15,64 | 7,82 | 0,42 | 2 198    |
| Azambuja               | 37,40 | 28,37 | 13,17 | 14,57 | 6,03 | 0,46 | 3 147    |
| Maçussa                | 35,41 | 20,62 | 17,51 | 22,18 | 3,89 | 0,39 | 261      |
| Manique do Intendente  | 27,20 | 26,83 | 19,01 | 20,75 | 5,96 | 0,25 | 823      |
| Vale do Paraíso        | 27,47 | 36,35 | 14,07 | 17,25 | 4,02 | 0,84 | 609      |
| Vila Nova da Rainha    | 29,83 | 28,64 | 21,48 | 12,65 | 7,40 | 0    | 429      |
| Vila Nova de São Pedro | 32,25 | 33,71 | 11,31 | 16,97 | 5,20 | 0,45 | 461      |
| Azambuja               | 33,56 | 29,67 | 15,21 | 14,93 | 6,15 | 0,47 | 10 275   |

### Cadaval
| Candidato               | Candidato               | Votos  | %               |
| ----------------------- | ----------------------- | ------ | --------------- |
|                         | Aníbal Cavaco Silva     | 3 989  | 54,43 / 100,00  |
|                         | Manuel Alegre           | 1 436  | 19,59 / 100,00  |
|                         | Mário Soares            | 1 161  | 15,84 / 100,00  |
|                         | Jerónimo de Sousa       | 408    | 5,57 / 100,00   |
|                         | Francisco Louçã         | 306    | 4,18 / 100,00   |
|                         | Garcia Pereira          | 29     | 0,40 / 100,00   |
| Votos Inválidos         | Votos Inválidos         | 184    | 2,44 / 100,00   |
| Total                   | Total                   | 7 513  | 100,00 / 100,00 |
| Eleitorado/Participação | Eleitorado/Participação | 12 246 | 61,35 / 100,00  |

| Freguesia  | %     | %     | %     | %    | %    | %    | Votantes |
| Freguesia  | ACS   | MA    | MS    | JDS  | FL   | GP   | Votantes |
| ---------- | ----- | ----- | ----- | ---- | ---- | ---- | -------- |
| Alguber    | 47,17 | 21,30 | 20,22 | 7,61 | 3,48 | 0,22 | 479      |
| Cadaval    | 53,32 | 23,65 | 10,69 | 7,18 | 4,84 | 0,31 | 1 310    |
| Cercal     | 37,65 | 24,07 | 24,69 | 6,79 | 6,48 | 0,31 | 330      |
| Figueiros  | 63,05 | 11,89 | 16,02 | 3,62 | 5,17 | 0,26 | 398      |
| Lamas      | 46,53 | 21,53 | 22,52 | 4,96 | 3,97 | 0,50 | 1 666    |
| Painho     | 51,54 | 18,92 | 16,00 | 7,69 | 5,38 | 0,46 | 658      |
| Peral      | 54,74 | 18,58 | 11,86 | 8,70 | 5,53 | 0,59 | 521      |
| Pero Moniz | 58,41 | 20,95 | 14,60 | 3,81 | 2,22 | 0    | 317      |
| Vermelha   | 64,09 | 15,33 | 13,76 | 3,93 | 2,49 | 0,39 | 776      |
| Vilar      | 66,73 | 15,91 | 10,77 | 2,81 | 3,30 | 0,48 | 1 058    |
| Cadaval    | 54,43 | 19,59 | 15,84 | 5,57 | 4,18 | 0,40 | 7 513    |

### Cascais
| Candidato               | Candidato               | Votos   | %               |
| ----------------------- | ----------------------- | ------- | --------------- |
|                         | Aníbal Cavaco Silva     | 48 010  | 53,25 / 100,00  |
|                         | Manuel Alegre           | 19 231  | 21,33 / 100,00  |
|                         | Mário Soares            | 11 056  | 12,26 / 100,00  |
|                         | Jerónimo de Sousa       | 6 600   | 7,32 / 100,00   |
|                         | Francisco Louçã         | 4 810   | 5,33 / 100,00   |
|                         | Garcia Pereira          | 460     | 0,51 / 100,00   |
| Votos Inválidos         | Votos Inválidos         | 1 314   | 2,08 / 100,00   |
| Total                   | Total                   | 92 075  | 100,00 / 100,00 |
| Eleitorado/Participação | Eleitorado/Participação | 146 758 | 62,74 / 100,00  |

| Freguesia            | %     | %     | %     | %     | %    | %    | Votantes |
| Freguesia            | ACS   | MA    | MS    | JDS   | FL   | GP   | Votantes |
| -------------------- | ----- | ----- | ----- | ----- | ---- | ---- | -------- |
| Alcabideche          | 51,38 | 21,73 | 12,86 | 8,03  | 5,52 | 0,49 | 15 920   |
| Carcavelos           | 52,61 | 22,05 | 12,30 | 6,46  | 5,93 | 0,64 | 11 017   |
| Cascais              | 63,02 | 16,42 | 10,44 | 4,97  | 4,68 | 0,46 | 17 608   |
| Estoril              | 59,61 | 19,03 | 11,66 | 4,89  | 4,37 | 0,44 | 14 073   |
| Parede               | 55,01 | 21,02 | 12,44 | 6,17  | 4,96 | 0,40 | 11 596   |
| São Domingos de Rana | 41,96 | 26,29 | 13,57 | 11,32 | 6,25 | 0,60 | 21 861   |
| Cascais              | 53,25 | 21,33 | 12,26 | 7,32  | 5,33 | 0,51 | 92 075   |

### Lisboa
| Candidato               | Candidato               | Votos   | %               |
| ----------------------- | ----------------------- | ------- | --------------- |
|                         | Aníbal Cavaco Silva     | 153 712 | 46,74 / 100,00  |
|                         | Manuel Alegre           | 73 454  | 22,34 / 100,00  |
|                         | Mário Soares            | 51 921  | 15,79 / 100,00  |
|                         | Jerónimo de Sousa       | 30 030  | 9,13 / 100,00   |
|                         | Francisco Louçã         | 17 656  | 5,37 / 100,00   |
|                         | Garcia Pereira          | 2 081   | 0,63 / 100,00   |
| Votos Inválidos         | Votos Inválidos         | 6 705   | 2,00 / 100,00   |
| Total                   | Total                   | 335 559 | 100,00 / 100,00 |
| Eleitorado/Participação | Eleitorado/Participação | 531 751 | 63,10 / 100,00  |

| Freguesia                    | %     | %     | %     | %     | %    | %    | Votantes |
| Freguesia                    | ACS   | MA    | MS    | JDS   | FL   | GP   | Votantes |
| ---------------------------- | ----- | ----- | ----- | ----- | ---- | ---- | -------- |
| Ajuda                        | 34,59 | 25,35 | 17,35 | 15,97 | 6,22 | 0,52 | 10 145   |
| Alcântara                    | 40,86 | 23,84 | 16,35 | 12,90 | 5,41 | 0,64 | 9 292    |
| Alto do Pina                 | 57,08 | 18,94 | 13,28 | 5,54  | 4,52 | 0,65 | 6 091    |
| Alvalade                     | 60,60 | 18,38 | 12,71 | 4,28  | 3,59 | 0,44 | 6 685    |
| Ameixoeira                   | 41,50 | 24,83 | 16,67 | 10,51 | 5,99 | 0,50 | 5 730    |
| Anjos                        | 51,41 | 19,59 | 15,41 | 7,66  | 5,21 | 0,72 | 5 855    |
| Beato                        | 38,61 | 24,03 | 16,21 | 14,86 | 5,59 | 0,70 | 7 902    |
| Benfica                      | 45,78 | 23,59 | 16,08 | 8,69  | 5,23 | 0,64 | 25 436   |
| Campo Grande                 | 48,54 | 21,48 | 16,93 | 7,57  | 4,97 | 0,52 | 6 471    |
| Campolide                    | 42,51 | 24,46 | 16,34 | 9,86  | 6,23 | 0,60 | 9 047    |
| Carnide                      | 42,20 | 25,20 | 15,33 | 10,15 | 6,32 | 0,79 | 9 540    |
| Castelo                      | 23,51 | 30,06 | 16,07 | 20,83 | 8,63 | 0,89 | 342      |
| Charneca                     | 41,13 | 20,72 | 18,56 | 13,03 | 6,01 | 0,55 | 3 369    |
| Coração de Jesus             | 49,86 | 21,09 | 16,33 | 6,76  | 5,33 | 0,63 | 2 902    |
| Encarnação                   | 43,67 | 21,89 | 18,10 | 10,74 | 5,13 | 0,47 | 1 970    |
| Graça                        | 42,35 | 23,60 | 17,77 | 10,19 | 5,35 | 0,74 | 3 830    |
| Lapa                         | 60,74 | 16,75 | 13,13 | 5,20  | 3,60 | 0,58 | 6 010    |
| Lumiar                       | 50,35 | 21,97 | 16,02 | 6,18  | 4,82 | 0,65 | 20 495   |
| Madalena                     | 37,99 | 23,58 | 16,16 | 14,85 | 6,55 | 0,87 | 231      |
| Mártires                     | 54,93 | 16,43 | 14,55 | 9,86  | 2,82 | 1,41 | 222      |
| Marvila                      | 32,86 | 26,27 | 16,36 | 14,66 | 9,07 | 0,79 | 19 742   |
| Mercês                       | 42,26 | 22,76 | 17,52 | 10,85 | 5,99 | 0,61 | 3 016    |
| Nossa Senhora de Fátima      | 56,39 | 19,02 | 14,29 | 5,38  | 4,11 | 0,81 | 10 884   |
| Pena                         | 44,43 | 23,62 | 16,68 | 8,86  | 5,71 | 0,70 | 2 916    |
| Penha de França              | 44,57 | 22,77 | 17,38 | 8,92  | 5,83 | 0,53 | 8 285    |
| Prazeres                     | 44,99 | 22,42 | 17,13 | 10,11 | 4,84 | 0,50 | 4 252    |
| Sacramento                   | 41,62 | 25,05 | 16,40 | 12,97 | 3,60 | 0,36 | 569      |
| Santa Catarina               | 42,44 | 22,65 | 17,96 | 9,25  | 7,20 | 0,50 | 2 439    |
| Santa Engrácia               | 42,29 | 22,86 | 18,20 | 10,44 | 5,58 | 0,63 | 3 231    |
| Santa Isabel                 | 52,87 | 21,27 | 14,34 | 6,94  | 4,16 | 0,42 | 4 617    |
| Santa Justa                  | 47,58 | 20,16 | 15,86 | 11,02 | 4,84 | 0,54 | 380      |
| Santa Maria de Belém         | 50,51 | 21,29 | 15,11 | 7,73  | 4,82 | 0,54 | 5 827    |
| Santa Maria dos Olivais      | 40,19 | 25,29 | 16,89 | 10,92 | 6,03 | 0,68 | 28 864   |
| Santiago                     | 40,85 | 19,49 | 16,95 | 16,27 | 5,25 | 1,19 | 600      |
| Santo Condestável            | 44,69 | 22,08 | 16,88 | 10,24 | 5,46 | 0,64 | 10 774   |
| Santo Estêvão                | 32,11 | 23,83 | 16,77 | 20,00 | 6,32 | 0,98 | 1 351    |
| Santos-o-Velho               | 44,76 | 20,28 | 17,23 | 11,41 | 5,67 | 0,66 | 2 649    |
| São Cristóvão e São Lourenço | 40,29 | 25,73 | 18,20 | 10,19 | 5,22 | 0,36 | 846      |
| São Domingos de Benfica      | 52,63 | 21,54 | 14,75 | 6,30  | 4,26 | 0,53 | 20 382   |
| São Francisco Xavier         | 61,75 | 17,55 | 11,83 | 4,58  | 3,71 | 0,58 | 5 306    |
| São João                     | 43,66 | 23,47 | 16,24 | 9,88  | 6,17 | 0,58 | 9 528    |
| São João de Brito            | 60,62 | 18,13 | 11,88 | 5,30  | 3,55 | 0,52 | 8 988    |
| São João de Deus             | 60,84 | 18,28 | 12,82 | 4,32  | 3,14 | 0,60 | 8 015    |
| São Jorge de Arroios         | 52,20 | 20,46 | 14,97 | 6,89  | 4,76 | 0,71 | 11 774   |
| São José                     | 44,78 | 22,29 | 17,33 | 8,96  | 5,74 | 0,90 | 1 927    |
| São Mamede                   | 56,84 | 17,58 | 15,54 | 5,50  | 3,52 | 1,02 | 3 806    |
| São Miguel                   | 27,05 | 21,44 | 22,85 | 22,44 | 6,01 | 0,20 | 1 006    |
| São Nicolau                  | 46,83 | 21,15 | 17,22 | 8,31  | 6,34 | 0,15 | 681      |
| São Paulo                    | 38,08 | 26,13 | 16,77 | 10,97 | 7,29 | 0,75 | 1 781    |
| São Sebastião da Pedreira    | 60,81 | 17,45 | 12,97 | 4,10  | 4,14 | 0,53 | 4 812    |
| São Vicente de Fora          | 36,12 | 23,42 | 18,95 | 14,08 | 6,95 | 0,49 | 2 318    |
| Sé                           | 42,24 | 19,81 | 20,08 | 13,02 | 4,43 | 0,42 | 735      |
| Socorro                      | 41,05 | 22,19 | 17,96 | 11,73 | 6,29 | 0,79 | 1 693    |
| Lisboa                       | 46,74 | 22,34 | 15,79 | 9,13  | 5,37 | 0,63 | 335 559  |

### Loures
| Candidato               | Candidato               | Votos   | %               |
| ----------------------- | ----------------------- | ------- | --------------- |
|                         | Aníbal Cavaco Silva     | 38 640  | 37,56 / 100,00  |
|                         | Manuel Alegre           | 25 078  | 24,37 / 100,00  |
|                         | Jerónimo de Sousa       | 17 340  | 16,85 / 100,00  |
|                         | Mário Soares            | 15 326  | 14,90 / 100,00  |
|                         | Francisco Louçã         | 5 893   | 5,73 / 100,00   |
|                         | Garcia Pereira          | 611     | 0,59 / 100,00   |
| Votos Inválidos         | Votos Inválidos         | 2 504   | 2,38 / 100,00   |
| Total                   | Total                   | 105 392 | 100,00 / 100,00 |
| Eleitorado/Participação | Eleitorado/Participação | 157 926 | 66,74 / 100,00  |

| Freguesia                    | %     | %     | %     | %     | %    | %    | Votantes |
| Freguesia                    | ACS   | MA    | JDS   | MS    | FL   | GP   | Votantes |
| ---------------------------- | ----- | ----- | ----- | ----- | ---- | ---- | -------- |
| Apelação                     | 31,64 | 25,49 | 20,89 | 15,59 | 5,68 | 0,71 | 2 153    |
| Bobadela                     | 31,97 | 28,35 | 14,99 | 17,83 | 6,18 | 0,68 | 5 159    |
| Bucelas                      | 28,09 | 28,40 | 18,79 | 18,75 | 5,70 | 0,28 | 2 534    |
| Camarate                     | 37,07 | 21,74 | 20,53 | 13,55 | 6,48 | 0,62 | 9 924    |
| Fanhões                      | 39,19 | 20,08 | 17,56 | 17,14 | 5,67 | 0,35 | 1 457    |
| Frielas                      | 36,20 | 29,63 | 12,26 | 14,29 | 6,95 | 0,68 | 1 064    |
| Loures                       | 44,30 | 23,93 | 11,68 | 13,85 | 5,71 | 0,52 | 13 681   |
| Lousa                        | 43,16 | 22,91 | 15,19 | 12,34 | 6,27 | 0,13 | 1 628    |
| Moscavide                    | 32,86 | 26,03 | 14,29 | 20,28 | 5,58 | 0,96 | 7 555    |
| Portela                      | 57,82 | 20,22 | 5,05  | 12,65 | 3,55 | 0,71 | 9 033    |
| Prior Velho                  | 35,47 | 26,68 | 15,96 | 15,08 | 6,14 | 0,68 | 3 190    |
| Sacavém                      | 32,45 | 25,09 | 19,20 | 17,13 | 5,39 | 0,74 | 8 824    |
| Santa Iria de Azoia          | 27,81 | 22,36 | 31,74 | 13,43 | 4,30 | 0,37 | 9 916    |
| Santo Antão do Tojal         | 34,93 | 23,58 | 19,75 | 16,35 | 4,87 | 0,52 | 2 351    |
| Santo António dos Cavaleiros | 41,62 | 26,52 | 10,33 | 13,16 | 7,78 | 0,59 | 11 126   |
| São João da Talha            | 33,76 | 25,78 | 20,06 | 13,95 | 6,05 | 0,40 | 9 498    |
| São Julião do Tojal          | 28,31 | 24,45 | 26,58 | 15,59 | 4,49 | 0,58 | 1 771    |
| Unhos                        | 33,71 | 23,95 | 20,19 | 14,88 | 6,52 | 0,75 | 4 528    |
| Loures                       | 37,56 | 24,37 | 16,85 | 14,90 | 5,73 | 0,59 | 105 392  |

### Lourinhã
| Candidato               | Candidato               | Votos  | %               |
| ----------------------- | ----------------------- | ------ | --------------- |
|                         | Aníbal Cavaco Silva     | 8 634  | 67,32 / 100,00  |
|                         | Manuel Alegre           | 2 019  | 15,74 / 100,00  |
|                         | Mário Soares            | 1 168  | 9,11 / 100,00   |
|                         | Francisco Louçã         | 496    | 3,87 / 100,00   |
|                         | Jerónimo de Sousa       | 466    | 3,63 / 100,00   |
|                         | Garcia Pereira          | 42     | 0,33 / 100,00   |
| Votos Inválidos         | Votos Inválidos         | 255    | 1,95 / 100,00   |
| Total                   | Total                   | 13 080 | 100,00 / 100,00 |
| Eleitorado/Participação | Eleitorado/Participação | 20 347 | 64,28 / 100,00  |

| Freguesia                  | %     | %     | %     | %    | %    | %    | Votantes |
| Freguesia                  | ACS   | MA    | MS    | FL   | JDS  | GP   | Votantes |
| -------------------------- | ----- | ----- | ----- | ---- | ---- | ---- | -------- |
| Atalaia                    | 70,26 | 17,82 | 6,58  | 3,06 | 1,93 | 0,34 | 902      |
| Lourinhã                   | 60,05 | 19,66 | 11,23 | 4,83 | 3,85 | 0,38 | 4 880    |
| Marteleira                 | 68,74 | 15,92 | 6,57  | 4,15 | 4,15 | 0,46 | 898      |
| Miragaia                   | 70,95 | 13,40 | 9,37  | 2,25 | 3,37 | 0,66 | 1 087    |
| Moita dos Ferreiros        | 84,54 | 5,86  | 5,54  | 2,24 | 1,81 | 0    | 945      |
| Moledo                     | 78,38 | 8,49  | 5,02  | 4,25 | 3,86 | 0    | 263      |
| Reguengo Grande            | 59,25 | 15,55 | 12,87 | 3,35 | 8,71 | 0,27 | 765      |
| Ribamar                    | 74,88 | 14,04 | 4,99  | 3,14 | 2,77 | 0,18 | 1 097    |
| Santa Bárbara              | 73,90 | 11,83 | 6,61  | 5,22 | 2,32 | 0,12 | 876      |
| São Bartolomeu dos Galegos | 67,61 | 14,36 | 11,19 | 3,01 | 3,34 | 0,50 | 614      |
| Vimeiro                    | 67,39 | 14,56 | 10,38 | 3,23 | 4,18 | 0,27 | 753      |
| Lourinhã                   | 67,32 | 15,74 | 9,11  | 3,87 | 3,63 | 0,33 | 13 080   |

### Mafra
| Candidato               | Candidato               | Votos  | %               |
| ----------------------- | ----------------------- | ------ | --------------- |
|                         | Aníbal Cavaco Silva     | 15 093 | 54,20 / 100,00  |
|                         | Manuel Alegre           | 5 788  | 20,79 / 100,00  |
|                         | Mário Soares            | 3 455  | 12,41 / 100,00  |
|                         | Jerónimo de Sousa       | 1 702  | 6,11 / 100,00   |
|                         | Francisco Louçã         | 1 628  | 5,85 / 100,00   |
|                         | Garcia Pereira          | 181    | 0,65 / 100,00   |
| Votos Inválidos         | Votos Inválidos         | 680    | 2,39 / 100,00   |
| Total                   | Total                   | 28 527 | 100,00 / 100,00 |
| Eleitorado/Participação | Eleitorado/Participação | 43 615 | 65,41 / 100,00  |

| Freguesia               | %     | %     | %     | %    | %    | %    | Votantes |
| Freguesia               | ACS   | MA    | MS    | JDS  | FL   | GP   | Votantes |
| ----------------------- | ----- | ----- | ----- | ---- | ---- | ---- | -------- |
| Azueira                 | 48,24 | 20,75 | 20,39 | 5,63 | 4,71 | 0,28 | 1 469    |
| Carvoeira               | 51,43 | 24,21 | 8,31  | 7,31 | 7,88 | 0,86 | 712      |
| Cheleiros               | 68,69 | 11,18 | 11,82 | 4,15 | 3,67 | 0,48 | 643      |
| Encarnação              | 80,01 | 8,85  | 5,77  | 2,39 | 2,10 | 0,88 | 2 075    |
| Enxara do Bispo         | 47,96 | 21,94 | 16,07 | 7,78 | 5,61 | 0,64 | 798      |
| Ericeira                | 49,34 | 22,57 | 13,63 | 6,52 | 7,39 | 0,56 | 3 307    |
| Gradil                  | 49,59 | 25,41 | 11,18 | 6,30 | 6,50 | 1,02 | 509      |
| Igreja Nova             | 56,71 | 19,71 | 11,96 | 5,16 | 5,94 | 0,52 | 1 197    |
| Mafra                   | 47,63 | 25,04 | 13,07 | 6,45 | 7,17 | 0,65 | 5 719    |
| Malveira                | 52,90 | 19,58 | 11,05 | 9,08 | 6,57 | 0,82 | 2 225    |
| Milharado               | 52,22 | 22,35 | 12,85 | 6,35 | 5,40 | 0,84 | 2 699    |
| Santo Estêvão das Galés | 55,35 | 21,41 | 9,98  | 8,15 | 4,87 | 0,24 | 843      |
| Santo Isidoro           | 60,16 | 18,06 | 10,98 | 4,09 | 6,16 | 0,55 | 1 680    |
| São Miguel de Alcainça  | 55,45 | 19,87 | 11,95 | 6,23 | 5,84 | 0,65 | 785      |
| Sobral da Abelheira     | 52,30 | 18,52 | 20,82 | 3,93 | 4,10 | 0,33 | 629      |
| Venda do Pinheiro       | 55,42 | 20,72 | 11,49 | 6,79 | 4,93 | 0,66 | 2 817    |
| Vila Franca do Rosário  | 52,44 | 24,39 | 12,20 | 5,37 | 4,63 | 0,98 | 420      |
| Mafra                   | 54,20 | 20,79 | 12,41 | 6,11 | 5,85 | 0,65 | 28 527   |

### Odivelas
| Candidato               | Candidato               | Votos   | %               |
| ----------------------- | ----------------------- | ------- | --------------- |
|                         | Aníbal Cavaco Silva     | 29 836  | 42,19 / 100,00  |
|                         | Manuel Alegre           | 18 246  | 25,80 / 100,00  |
|                         | Mário Soares            | 10 204  | 14,43 / 100,00  |
|                         | Jerónimo de Sousa       | 7 531   | 10,65 / 100,00  |
|                         | Francisco Louçã         | 4 467   | 6,32 / 100,00   |
|                         | Garcia Pereira          | 429     | 0,61 / 100,00   |
| Votos Inválidos         | Votos Inválidos         | 1 670   | 2,31 / 100,00   |
| Total                   | Total                   | 72 383  | 100,00 / 100,00 |
| Eleitorado/Participação | Eleitorado/Participação | 110 569 | 65,46 / 100,00  |

| Freguesia             | %     | %     | %     | %     | %    | %    | Votantes |
| Freguesia             | ACS   | MA    | MS    | JDS   | FL   | GP   | Votantes |
| --------------------- | ----- | ----- | ----- | ----- | ---- | ---- | -------- |
| Caneças               | 42,67 | 25,41 | 11,95 | 13,62 | 5,86 | 0,49 | 5 696    |
| Famões                | 44,10 | 25,05 | 13,62 | 9,36  | 7,23 | 0,65 | 4 915    |
| Odivelas              | 43,56 | 25,33 | 14,99 | 9,60  | 5,91 | 0,61 | 28 991   |
| Olival Basto          | 38,11 | 24,90 | 16,65 | 14,36 | 5,43 | 0,56 | 3 301    |
| Pontinha              | 36,31 | 27,62 | 15,41 | 13,01 | 6,96 | 0,68 | 12 532   |
| Póvoa de Santo Adrião | 43,72 | 26,02 | 13,79 | 9,37  | 6,67 | 0,43 | 8 048    |
| Ramada                | 44,81 | 25,59 | 12,99 | 9,34  | 6,54 | 0,74 | 8 900    |
| Odivelas              | 42,19 | 25,80 | 14,43 | 10,65 | 6,32 | 0,61 | 72 383   |

### Oeiras
| Candidato               | Candidato               | Votos   | %               |
| ----------------------- | ----------------------- | ------- | --------------- |
|                         | Aníbal Cavaco Silva     | 41 886  | 47,44 / 100,00  |
|                         | Manuel Alegre           | 20 841  | 23,60 / 100,00  |
|                         | Mário Soares            | 12 431  | 14,08 / 100,00  |
|                         | Jerónimo de Sousa       | 7 463   | 8,45 / 100,00   |
|                         | Francisco Louçã         | 5 143   | 5,82 / 100,00   |
|                         | Garcia Pereira          | 530     | 0,60 / 100,00   |
| Votos Inválidos         | Votos Inválidos         | 1 925   | 2,13 / 100,00   |
| Total                   | Total                   | 90 219  | 100,00 / 100,00 |
| Eleitorado/Participação | Eleitorado/Participação | 135 988 | 66,34 / 100,00  |

| Freguesia                    | %     | %     | %     | %     | %    | %    | Votantes |
| Freguesia                    | ACS   | MA    | MS    | JDS   | FL   | GP   | Votantes |
| ---------------------------- | ----- | ----- | ----- | ----- | ---- | ---- | -------- |
| Algés                        | 51,38 | 21,16 | 14,77 | 7,19  | 4,95 | 0,55 | 12 232   |
| Barcarena                    | 41,00 | 25,97 | 13,71 | 12,14 | 6,52 | 0,66 | 6 521    |
| Carnaxide                    | 45,53 | 24,13 | 13,92 | 9,78  | 6,12 | 0,51 | 11 049   |
| Caxias                       | 49,28 | 23,75 | 12,88 | 7,45  | 6,05 | 0,59 | 3 952    |
| Cruz Quebrada - Dafundo      | 38,27 | 25,18 | 17,87 | 11,30 | 6,69 | 0,70 | 3 632    |
| Linda-a-Velha                | 46,66 | 24,63 | 14,94 | 7,68  | 5,48 | 0,60 | 12 398   |
| Oeiras e São Julião da Barra | 53,05 | 22,42 | 13,02 | 5,86  | 5,12 | 0,53 | 20 129   |
| Paço de Arcos                | 50,65 | 22,36 | 12,59 | 7,60  | 6,02 | 0,78 | 8 186    |
| Porto Salvo                  | 36,95 | 25,81 | 16,16 | 12,25 | 8,16 | 0,68 | 6 452    |
| Queijas                      | 43,66 | 25,29 | 13,88 | 11,07 | 5,97 | 0,63 | 5 668    |
| Oeiras                       | 47,44 | 23,60 | 14,08 | 8,45  | 5,82 | 0,60 | 90 219   |

### Sintra
| Candidato               | Candidato               | Votos   | %               |
| ----------------------- | ----------------------- | ------- | --------------- |
|                         | Aníbal Cavaco Silva     | 70 025  | 43,58 / 100,00  |
|                         | Manuel Alegre           | 41 784  | 26,00 / 100,00  |
|                         | Mário Soares            | 21 076  | 13,12 / 100,00  |
|                         | Jerónimo de Sousa       | 16 017  | 9,97 / 100,00   |
|                         | Francisco Louçã         | 10 821  | 6,73 / 100,00   |
|                         | Garcia Pereira          | 964     | 0,60 / 100,00   |
| Votos Inválidos         | Votos Inválidos         | 3 635   | 2,21 / 100,00   |
| Total                   | Total                   | 164 322 | 100,00 / 100,00 |
| Eleitorado/Participação | Eleitorado/Participação | 263 808 | 62,29 / 100,00  |

| Freguesia                         | %     | %     | %     | %     | %    | %    | Votantes |
| Freguesia                         | ACS   | MA    | MS    | JDS   | FL   | GP   | Votantes |
| --------------------------------- | ----- | ----- | ----- | ----- | ---- | ---- | -------- |
| Agualva                           | 40,52 | 28,70 | 13,47 | 9,94  | 6,84 | 0,54 | 17 167   |
| Algueirão - Mem Martins           | 44,93 | 25,64 | 12,27 | 9,49  | 7,02 | 0,64 | 26 827   |
| Almargem do Bispo                 | 48,68 | 23,14 | 12,56 | 8,46  | 6,47 | 0,69 | 4 566    |
| Belas                             | 43,11 | 26,41 | 12,11 | 11,52 | 6,41 | 0,44 | 9 121    |
| Cacém                             | 38,64 | 28,56 | 13,53 | 12,10 | 6,73 | 0,44 | 9 768    |
| Casal de Cambra                   | 45,11 | 24,78 | 12,70 | 10,04 | 6,86 | 0,51 | 4 820    |
| Colares                           | 53,23 | 20,89 | 13,23 | 6,44  | 5,69 | 0,51 | 3 784    |
| Massamá                           | 43,82 | 27,34 | 13,59 | 8,27  | 6,49 | 0,49 | 12 174   |
| Mira-Sintra                       | 34,70 | 27,10 | 14,11 | 16,34 | 7,13 | 0,62 | 3 610    |
| Monte Abraão                      | 42,02 | 26,96 | 13,56 | 9,73  | 7,13 | 0,60 | 9 927    |
| Montelavar                        | 43,46 | 21,55 | 15,94 | 12,62 | 5,87 | 0,57 | 1 972    |
| Pero Pinheiro                     | 51,57 | 19,10 | 13,68 | 9,96  | 5,20 | 0,49 | 2 261    |
| Queluz                            | 38,70 | 26,66 | 15,36 | 12,12 | 6,58 | 0,58 | 14 132   |
| Rio de Mouro                      | 42,79 | 27,12 | 12,07 | 10,29 | 6,91 | 0,82 | 19 171   |
| São João das Lampas               | 55,44 | 19,71 | 10,80 | 7,58  | 5,60 | 0,87 | 4 720    |
| São Marcos                        | 39,94 | 28,25 | 11,81 | 10,65 | 8,76 | 0,59 | 4 851    |
| Sintra - Santa Maria e São Miguel | 46,95 | 23,72 | 14,89 | 7,39  | 6,48 | 0,58 | 5 269    |
| Sintra - São Martinho             | 49,54 | 20,56 | 16,83 | 5,71  | 7,01 | 0,34 | 2 989    |
| Sintra - São Pedro de Penaferrim  | 47,18 | 24,97 | 11,74 | 8,81  | 6,49 | 0,80 | 4 892    |
| Terrugem                          | 52,69 | 21,29 | 11,85 | 8,15  | 5,52 | 0,49 | 2 301    |
| Sintra                            | 43,58 | 26,00 | 13,12 | 9,97  | 6,73 | 0,60 | 164 322  |

### Sobral de Monte Agraço
| Candidato               | Candidato               | Votos | %               |
| ----------------------- | ----------------------- | ----- | --------------- |
|                         | Aníbal Cavaco Silva     | 1 591 | 37,36 / 100,00  |
|                         | Manuel Alegre           | 992   | 23,30 / 100,00  |
|                         | Jerónimo de Sousa       | 820   | 19,26 / 100,00  |
|                         | Mário Soares            | 594   | 13,95 / 100,00  |
|                         | Francisco Louçã         | 233   | 5,47 / 100,00   |
|                         | Garcia Pereira          | 28    | 0,66 / 100,00   |
| Votos Inválidos         | Votos Inválidos         | 72    | 1,66 / 100,00   |
| Total                   | Total                   | 4 330 | 100,00 / 100,00 |
| Eleitorado/Participação | Eleitorado/Participação | 7 187 | 60,25 / 100,00  |

| Freguesia              | %     | %     | %     | %     | %    | %    | Votantes |
| Freguesia              | ACS   | MA    | JDS   | MS    | FL   | GP   | Votantes |
| ---------------------- | ----- | ----- | ----- | ----- | ---- | ---- | -------- |
| Santo Quintino         | 34,73 | 22,62 | 21,71 | 15,21 | 5,22 | 0,52 | 1 578    |
| Sapataria              | 39,11 | 23,93 | 15,45 | 15,45 | 5,09 | 0,98 | 1 145    |
| Sobral de Monte Agraço | 38,71 | 23,52 | 19,55 | 11,66 | 5,99 | 0,57 | 1 607    |
| Sobral de Monte Agraço | 37,36 | 23,30 | 19,26 | 13,95 | 5,47 | 0,66 | 4 330    |

### Torres Vedras
| Candidato               | Candidato               | Votos  | %               |
| ----------------------- | ----------------------- | ------ | --------------- |
|                         | Aníbal Cavaco Silva     | 19 291 | 51,26 / 100,00  |
|                         | Manuel Alegre           | 7 713  | 20,49 / 100,00  |
|                         | Mário Soares            | 5 311  | 14,11 / 100,00  |
|                         | Jerónimo de Sousa       | 3 278  | 8,71 / 100,00   |
|                         | Francisco Louçã         | 1 892  | 5,03 / 100,00   |
|                         | Garcia Pereira          | 150    | 0,40 / 100,00   |
| Votos Inválidos         | Votos Inválidos         | 812    | 2,11 / 100,00   |
| Total                   | Total                   | 38 447 | 100,00 / 100,00 |
| Eleitorado/Participação | Eleitorado/Participação | 60 429 | 63,62 / 100,00  |

| Freguesia                                         | %     | %     | %     | %     | %    | %    | Votantes |
| Freguesia                                         | ACS   | MA    | MS    | JDS   | FL   | GP   | Votantes |
| ------------------------------------------------- | ----- | ----- | ----- | ----- | ---- | ---- | -------- |
| A dos Cunhados                                    | 64,34 | 16,46 | 10,43 | 3,85  | 4,74 | 0,19 | 3 759    |
| Campelos                                          | 75,09 | 12,53 | 7,01  | 2,01  | 3,21 | 0,15 | 1 367    |
| Carmões                                           | 38,67 | 19,78 | 24,22 | 11,78 | 4,67 | 0,89 | 456      |
| Carvoeira                                         | 37,63 | 22,01 | 15,28 | 19,95 | 5,02 | 0,11 | 893      |
| Dois Portos                                       | 40,14 | 22,29 | 17,41 | 14,30 | 5,42 | 0,44 | 1 156    |
| Freiria                                           | 66,80 | 17,15 | 7,28  | 4,62  | 3,76 | 0,39 | 1 293    |
| Maceira                                           | 43,85 | 20,00 | 12,19 | 11,35 | 7,40 | 0,21 | 993      |
| Matacães                                          | 38,79 | 26,25 | 16,67 | 12,98 | 4,72 | 0,59 | 689      |
| Maxial                                            | 44,36 | 20,87 | 18,33 | 10,84 | 5,02 | 0,58 | 1 402    |
| Monte Redondo                                     | 39,02 | 22,39 | 19,29 | 12,42 | 5,99 | 0,89 | 457      |
| Outeiro da Cabeça                                 | 42,08 | 27,45 | 12,83 | 13,03 | 4,41 | 0,20 | 511      |
| Ponte do Rol                                      | 50,17 | 22,27 | 18,37 | 3,64  | 4,77 | 0,78 | 1 173    |
| Ramalhal                                          | 43,93 | 22,64 | 17,02 | 11,17 | 5,00 | 0,24 | 1 691    |
| Runa                                              | 38,67 | 20,83 | 11,67 | 22,67 | 5,83 | 0,33 | 618      |
| São Pedro da Cadeira                              | 56,33 | 17,94 | 15,37 | 5,74  | 4,20 | 0,42 | 2 203    |
| Silveira                                          | 56,44 | 19,44 | 12,78 | 5,79  | 5,09 | 0,46 | 3 792    |
| Torres Vedras (St.ª Maria do Castelo e S. Miguel) | 39,71 | 25,63 | 17,33 | 12,21 | 4,68 | 0,45 | 2 508    |
| Torres Vedras (São Pedro e Santiago)              | 48,62 | 22,02 | 13,32 | 9,80  | 5,78 | 0,46 | 9 282    |
| Turcifal                                          | 40,59 | 23,00 | 18,75 | 10,48 | 6,81 | 0,37 | 1 393    |
| Ventosa                                           | 59,51 | 15,95 | 14,90 | 5,88  | 3,46 | 0,29 | 2 811    |
| Torres Vedras                                     | 51,26 | 20,49 | 14,11 | 8,71  | 5,03 | 0,40 | 38 447   |

### Vila Franca de Xira
| Candidato               | Candidato               | Votos  | %               |
| ----------------------- | ----------------------- | ------ | --------------- |
|                         | Aníbal Cavaco Silva     | 20 077 | 31,94 / 100,00  |
|                         | Manuel Alegre           | 17 793 | 28,31 / 100,00  |
|                         | Jerónimo de Sousa       | 11 412 | 18,16 / 100,00  |
|                         | Mário Soares            | 9 115  | 14,50 / 100,00  |
|                         | Francisco Louçã         | 4 140  | 6,59 / 100,00   |
|                         | Garcia Pereira          | 319    | 0,51 / 100,00   |
| Votos Inválidos         | Votos Inválidos         | 1 337  | 2,08 / 100,00   |
| Total                   | Total                   | 64 193 | 100,00 / 100,00 |
| Eleitorado/Participação | Eleitorado/Participação | 98 942 | 64,88 / 100,00  |

| Freguesia               | %     | %     | %     | %     | %    | %    | Votantes |
| Freguesia               | ACS   | MA    | JDS   | MS    | FL   | GP   | Votantes |
| ----------------------- | ----- | ----- | ----- | ----- | ---- | ---- | -------- |
| Alhandra                | 22,62 | 29,75 | 25,27 | 16,60 | 5,30 | 0,47 | 4 109    |
| Alverca do Ribatejo     | 29,10 | 29,87 | 18,38 | 15,67 | 6,51 | 0,47 | 14 456   |
| Cachoeiras              | 31,69 | 26,23 | 25,45 | 12,47 | 4,16 | 0    | 402      |
| Calhandriz              | 36,12 | 27,38 | 15,02 | 11,79 | 8,94 | 0,76 | 536      |
| Castanheira do Ribatejo | 29,65 | 29,56 | 19,44 | 14,88 | 6,28 | 0,19 | 3 674    |
| Forte da Casa           | 39,17 | 26,11 | 12,95 | 13,36 | 7,75 | 0,67 | 5 784    |
| Póvoa de Santa Iria     | 35,46 | 28,37 | 15,25 | 13,52 | 6,91 | 0,50 | 13 014   |
| São João dos Montes     | 27,32 | 25,59 | 26,65 | 13,95 | 5,69 | 0,80 | 2 301    |
| Sobralinho              | 24,51 | 31,55 | 20,70 | 16,15 | 6,65 | 0,44 | 2 323    |
| Vialonga                | 30,73 | 27,46 | 22,77 | 11,43 | 7,06 | 0,56 | 7 861    |
| Vila Franca de Xira     | 35,63 | 26,81 | 14,83 | 16,16 | 6,04 | 0,52 | 9 733    |
| Vila Franca de Xira     | 31,94 | 28,31 | 18,16 | 14,50 | 6,59 | 0,51 | 64 193   |